# Comunità d'agglomerazione della Riviera francese
La comunità d’agglomerazione della Riviera francese (in francese Communauté d'agglomération de la Riviera française), acronimo CARF, è un'unione di comuni francese comprendente i municipi della Valle della Roia e della costiera intorno al Principato di Monaco, nel Dipartimento delle Alpi Marittime.
Creata nel 2001, conta 15 comuni con 72.000 abitanti su 660 km². Come le altre comunità, è stata creata per far fronte ai problemi derivanti dal parcellizzatissimo territorio comunale francese, e dal 2014 ha i suoi consiglieri eletti direttamente dai cittadini per esigenze di democrazia.

## Storia
Creato alla fine del 2001 intorno ai comuni di Beausoleil, Castiglione, Mentone, Roquebrune-Cap-Martino, Sospello e Molinetto. L'anno successivo sono entrati a far parte del CARF altri nove comuni: Gorbio, Peille, Sant'Agnese e La Turbie. Castellaro ha aderito all'unione nel 2008.
Il 20 settembre 2009, Peille ha lasciato il CARF ed è entrato a far parte della Communauté de Communes du Pays des Paillons il 1º aprile 2010.
Il progetto di fusione con la comunità urbana di Nizza Côte d'Azur, inizialmente previsto nel 2009, è stato infine abbandonato.
Il 1º gennaio 2014 i comuni di Breglio, Briga Marittima, Fontan, Saorgio e Tenda sono entrati a far parte della comunità di agglomerazione, come previsto dal piano dipartimentale di cooperazione intercomunale (SDCI) approvato dal prefetto delle Alpi Marittime a fine dicembre 2011, nonostante l'opposizione dei sindaci di Breglio, Saorgio e Briga Marittima dal 2011 al 2013.

## Comuni
La comunità è costituita da 15 comuni:
1. Beausoleil
2. Breglio
3. Briga Marittima
4. Castellaro
5. Castiglione
6. Fontan
7. Gorbio
8. Mentone
9. Moulinet
10. Roccabruna-Capo Martino
11. Sant'Agnese
12. Saorgio
13. Sospello
14. Tenda
15. Turbia